# Tetanocera arrogans
Tetanocera arrogans är en tvåvingeart som beskrevs av Johann Wilhelm Meigen 1830. Tetanocera arrogans ingår i släktet Tetanocera och familjen kärrflugor. Arten är reproducerande i Sverige. Inga underarter finns listade i Catalogue of Life.

## Bildgalleri

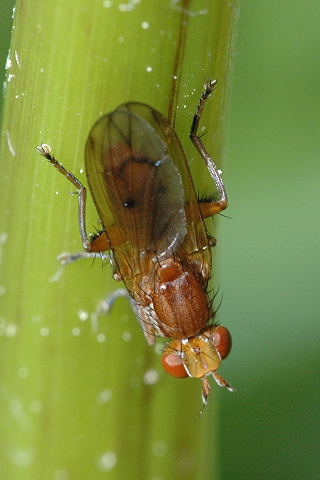